# Aiolopus puissanti
Aiolopus puissanti är en insektsart som beskrevs av Defaut 2005. Aiolopus puissanti ingår i släktet Aiolopus och familjen gräshoppor. Inga underarter finns listade i Catalogue of Life.